# Centromerus gentilis
Centromerus gentilis är en spindelart som beskrevs av Margareta Dumitrescu och Maria Georgescu 1980. Centromerus gentilis ingår i släktet Centromerus och familjen täckvävarspindlar.
Artens utbredningsområde är Rumänien. Inga underarter finns listade i Catalogue of Life.